# Timbiéla
Timbiéla est un village situé dans le département et la commune rurale de Kampti, situé dans la province du Poni et la région du Sud-Ouest au Burkina Faso.

## Santé et éducation
Le centre de soins le plus proche de Timbiéla est le centre médical de Kampti tandis que le centre hospitalier régional (CHR) de la province se trouve à Gaoua.